# Eria bractescens
Eria bractescens là một loài phong lan.

## Hình ảnh

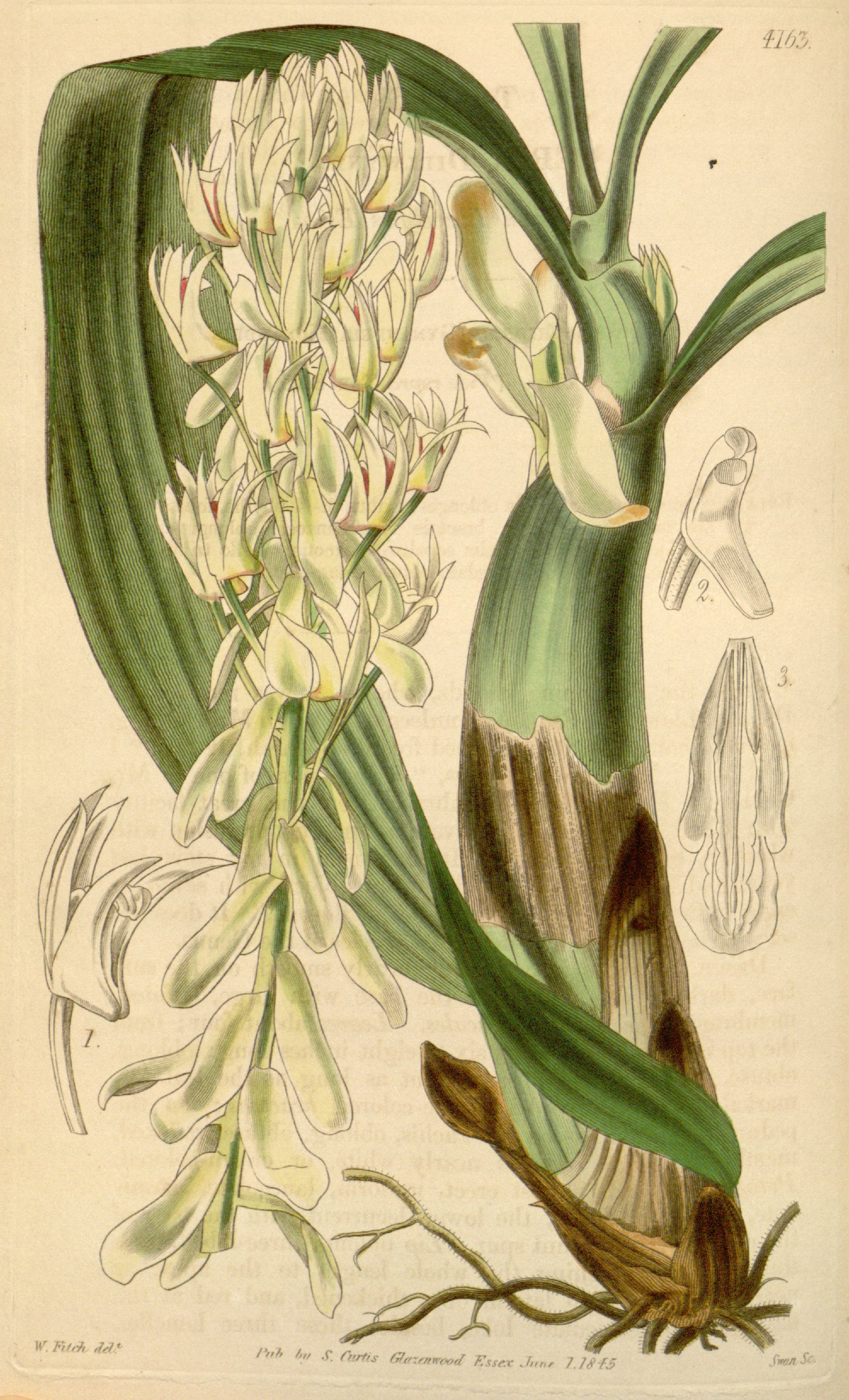